# Takt (muzyka)
Takt – w muzyce europejskiej od ok. połowy XVII w. jest najmniejszym odcinkiem tekstu muzycznego (składającego się z nut i/lub pauz), zawartego między dwiema kreskami, zwanymi kreskami taktowymi. Wyznacza regularne odcinki czasowe, określone przez metrum.

## Rodzaje kresek taktowych
Najczęściej używane kreski taktowe:
- a: pojedyncza – oddziela poszczególne takty
- b: podwójna – oddziela dwie części utworu
- c: podwójna, z czego druga jest pogrubiona – używana na zakończenie utworu lub w przypadku utworów wieloczęściowych (np. sonata) na koniec ich poszczególnych części
- d: początek repetycji – początek fragmentu, który należy powtórzyć
- e: koniec repetycji – znak kończący powtarzany fragment

## Oznaczenia metryczne
Takt jest jednostką realizującą schemat metryczny (metrum). Oznacza to, że znajdują się w nim wartości (lub ich zamienniki), które podane są w oznaczeniu taktowym umieszczonym na pięciolinii za kluczem.

## Podział taktów
Takty ze względu na liczbę jednostek dzieli się na:
- parzyste:
  - dwudzielne (np. 2/4, 6/8)
  - czterodzielne (4/4)
- nieparzyste (np. 3/4, 5/4, 9/8)

Ze względu na rozkład akcentów metrycznych takty dzieli się na:
- proste (np. 2/4, 3/4)
- złożone (np. 4/4, który składa się z dwóch taktów prostych: 2/4 + 2/4; 9/8 złożony z trzech taktów 3/8), w których drugi takt również posiada akcent metryczny (słabszy).